# Cisto de Naboth
Cisto de Naboth é uma patologia uterina caracterizada pela formação de um ou mais nódulos na parede uterina.
As glândulas mucosas (glândulas de Naboth) no colo uterino podem ficar cheias de secreção devido ao bloqueio no ducto ou passagem da glândula. Conforme as secreções se acumulam, um nódulo arredondado e liso pode formar-se sob a superfície do colo do útero vindo a tornar-se grande o suficiente para ser visto ou sentido durante um exame ginecológico. Cada cisto caracteriza-se como uma elevação pequena, de cor branca, como uma pústula. Os cistos podem ocorrer isoladamente ou em grupos e, embora não sejam uma ameaça à saúde, são indicativos de uma infecção passada ou recente, ou de irritação no colo do útero. Os cistos são mais comuns em mulheres em idade reprodutiva, especialmente naquelas que já tiveram filhos.
Embora nenhum sintoma que indique a sua ocorrência possa ser observado, ao exame ginecológico de rotina revela-se como um nódulo arredondado, pequeno e liso (isolado ou grupos) na superfície do colo uterino. Em raras ocasiões, um exame colposcópico faz-se necessário para distinguir os cistos de Naboth de outros tipos de lesões cervicais. Não existe método de prevenção conhecido.
Não é necessário nenhum tratamento. No entanto, os cistos não desaparecem espontaneamente. Podem ser facilmente removidos por meio de um procedimento chamado eletrocauterização, que pode ser realizado no consultório médico.